# Enga Province
Enga Province ist eine der 21 Provinzen von Papua-Neuguinea. Die westlichste der Hochlandprovinzen ist etwa 12.800 km² groß und zählt 432.045 Einwohner. Hauptstadt ist Wabag mit 5.041 Einwohnern im Jahr 2011. Die Nachbarprovinzen von Enga sind Western Highlands im Osten, East Sepik im Norden, Hela im Westen und Southern Highlands im Süden.

## Geographie und Geschichte
Enga wurde 1973 von der Provinz Western Highlands abgespalten und ist seither eine eigenständige Provinz. Sie gehört zu den wirtschaftlich am wenigsten entwickelten Gebieten des Landes. Auch der Tourismus ist in Enga im Gegensatz zu den übrigen Hochlandprovinzen kaum präsent. Die Provinz gilt bis heute als nicht ungefährlich. Die Situation hatte sich seit 2006 stark verbessert, ein wirtschaftlicher Aufschwung war spürbar, 2023–2024 gab es jedoch wieder über 200 Tote durch Stammeskämpfe.
Hohe Berge und tiefe, durch Brandrodung geschädigte Täler mit reißenden Flüssen machen das Gebiet eher unwirtlich. Die auf 2000 Meter Höhe gelegene Hauptstadt Wabag ist durch eine neue, weitgehend gut ausgebaute Straße mit Mount Hagen in der Nachbarprovinz Western Highlands verbunden. Der Flugplatz Wapenamanda bietet täglich eine Verbindung mit Port Moresby an.

## Bevölkerung
Die Bevölkerung ist für Papua-Neuguinea relativ homogen. Etwa 90 % der Einwohner gehören den namengebenden Enga an. 
Zwischen 1990 und 2006 kam es zu über 340 Stammeskämpfen mit 3800 Toten. Es wurden Kompensationszahlungen im Wert von drei Millionen Kina bezahlt und etwa 60.000 Schweine getauscht. Durch erhöhte Bildung, den Ausbau der Straßen und andere staatlich beförderte Infrastruktur hatte sich die Situation ab 2006 massiv verbessert. Jedoch wurden bei Stammeskämpfen 2023–2024 über 200 Menschen getötet. Die neuerliche Eskalation lag vor allem an der illegalen Einfuhr von Schusswaffen, die eine neue Qualität in die Stammesfehden brachte. Stammesangehörige sprachen von einem Mangel an Umsetzung des öffentlichen Rechts, welcher vermehrt zu Vergewaltigungen, Kidnapping und anderen Straftaten führen würden.

## Distrikte und LLGs

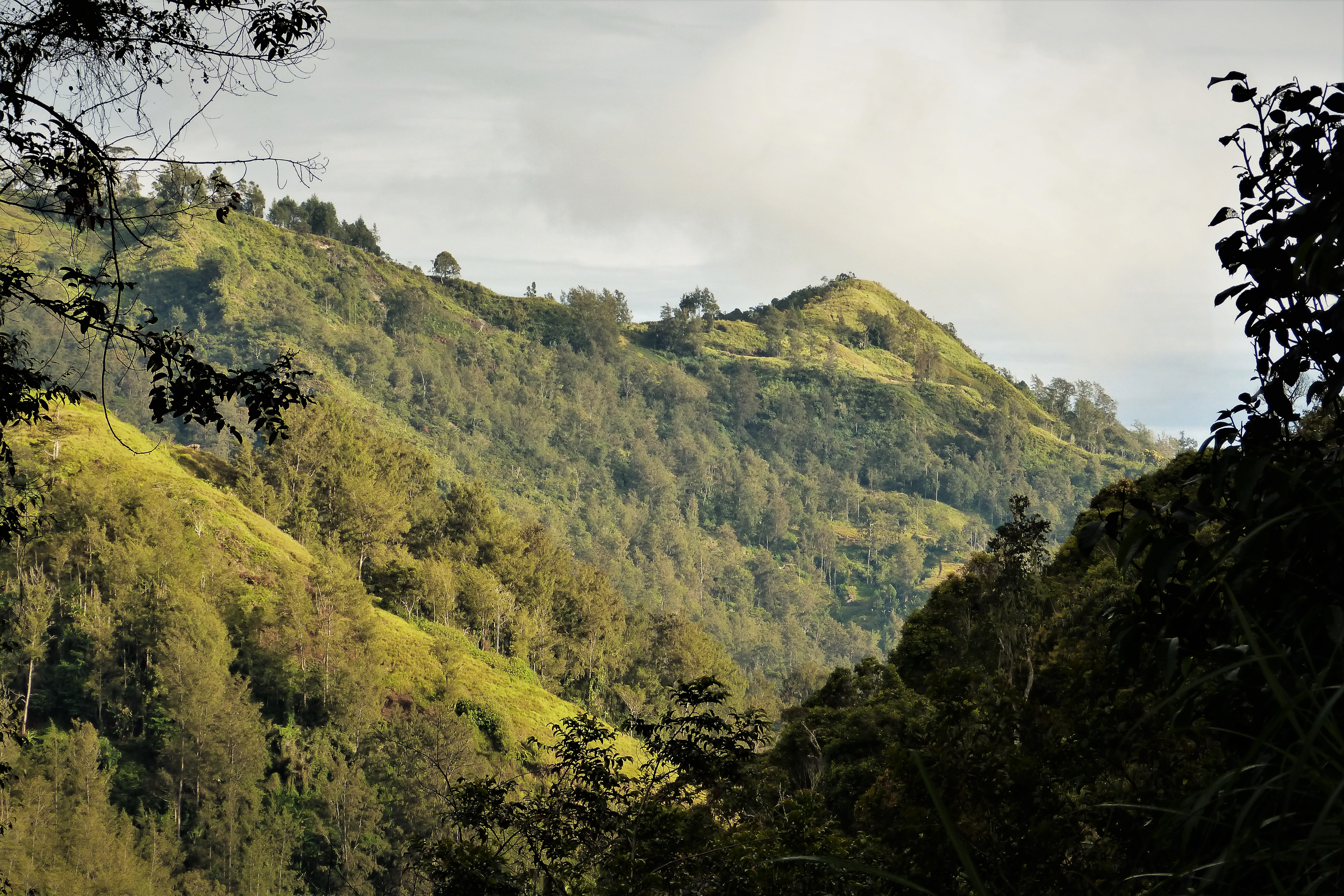
Gebirgslandschaft

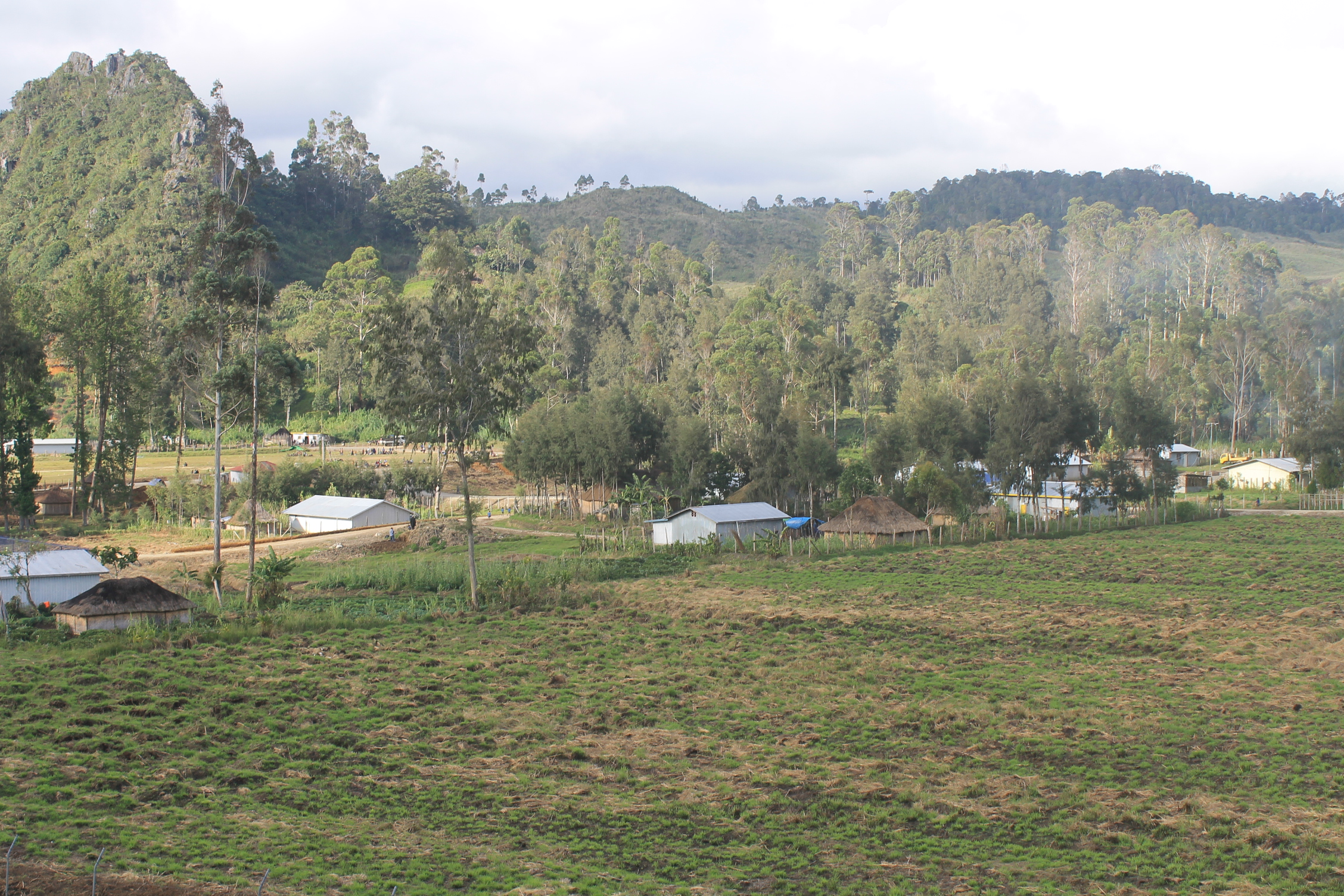
Station des Entwicklungsministeriums

Die Provinz Enga ist in vier Distrikte unterteilt. Jeder Distrikt besteht aus einem oder mehreren „Gebieten auf lokaler  Verwaltungsebene“, Local Level Government (LLG) Areas, die in Rural (ländliche) oder Urban (städtische) LLGs unterschieden werden.
| Distrikt                | Verwaltungszentrum | Bezeichnung der LLG-Gebiete |
| ----------------------- | ------------------ | --------------------------- |
| Kandep Distrikt         | Kandep             | Kandep Rural                |
| Kandep Distrikt         | Kandep             | Tsak Rural                  |
| Kandep Distrikt         | Kandep             | Wage Rural                  |
| Kandep Distrikt         | Kandep             | Wapenamanda Rural           |
| Kompiam Distrikt        | Kompiam            | Ambum Rural                 |
| Kompiam Distrikt        | Kompiam            | Kompiam Rural               |
| Kompiam Distrikt        | Kompiam            | Wapi (Uangis) Rural         |
| Lagaip-Porgera Distrikt | Lagaip-Porgera     | Lagaip Rural                |
| Lagaip-Porgera Distrikt | Lagaip-Porgera     | Maip-Mulitaka Rural         |
| Lagaip-Porgera Distrikt | Lagaip-Porgera     | Paiela-Hewa Rural           |
| Lagaip-Porgera Distrikt | Lagaip-Porgera     | Porgera Rural               |
| Wabag Distrikt          | Wabag              | Maramuni Rural              |
| Wabag Distrikt          | Wabag              | Wabag Rural                 |
| Wabag Distrikt          | Wabag              | Wabag Urban                 |